# Brahmá

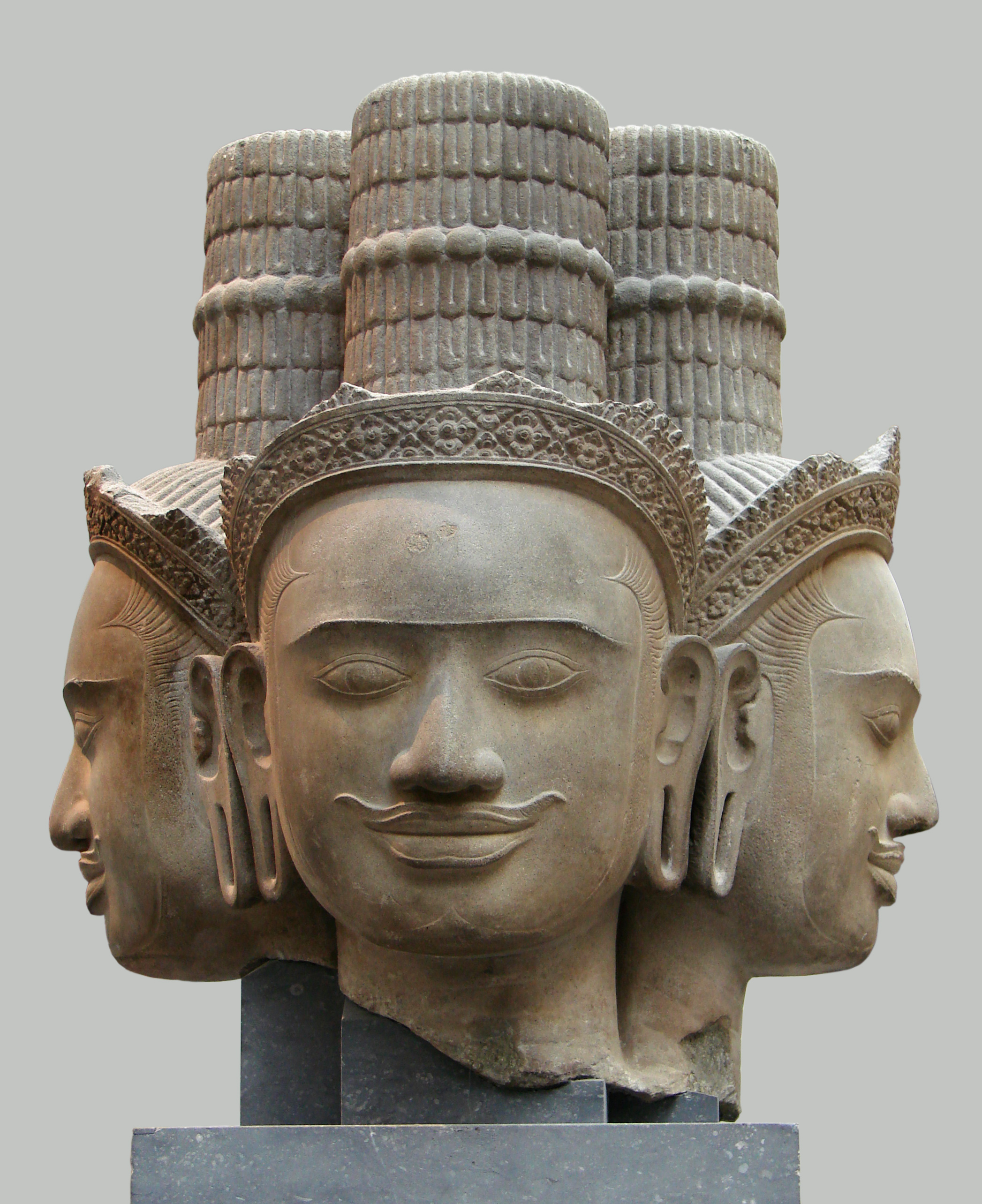
Bůh Brahmá, první bytost ve vesmíru a jeho stvořitel, Musée Guimet, Paris, Cambodge, province de Siemreap

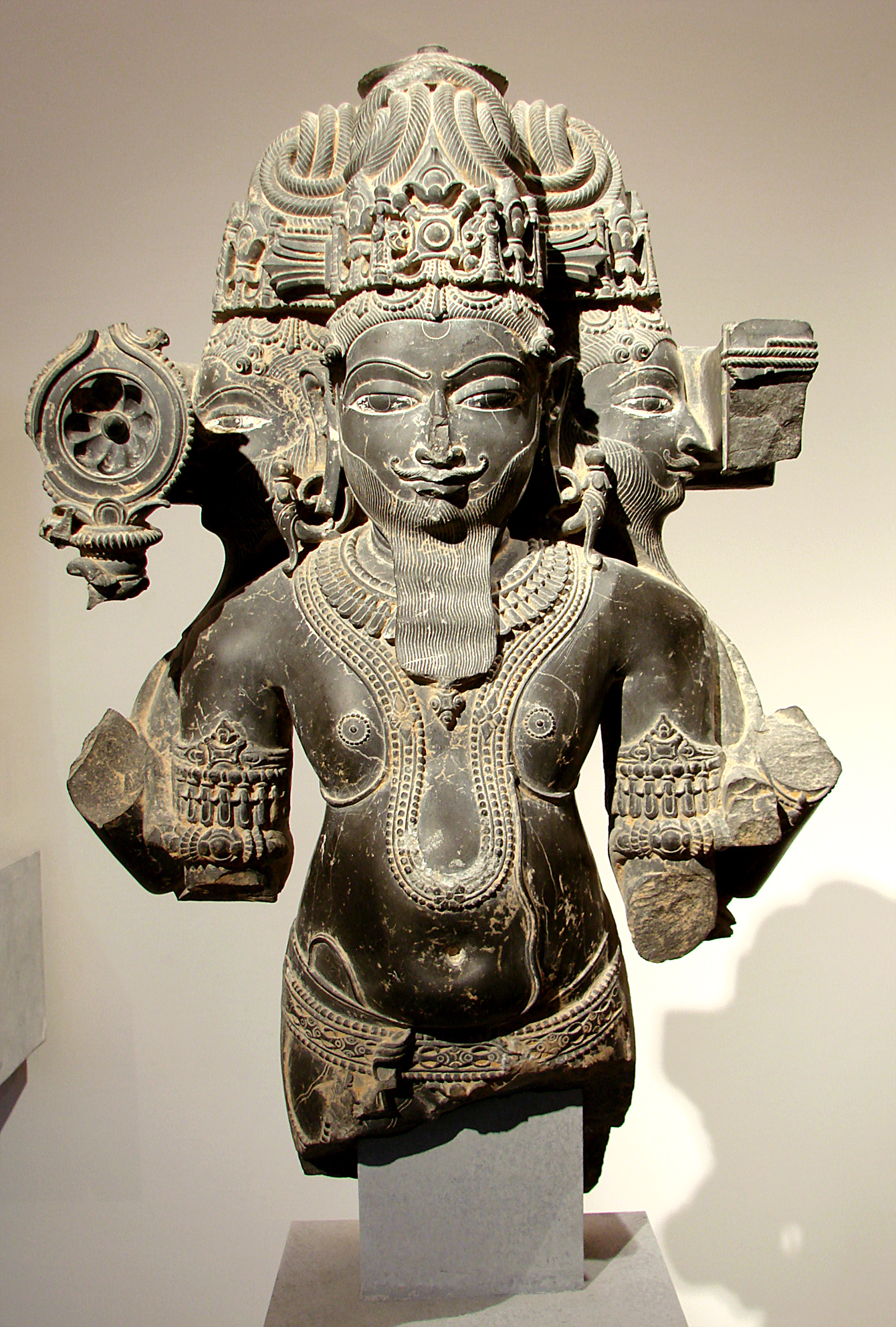
Brahmá, Inde, Madhya Pradesh, Musée Guimet, Paris

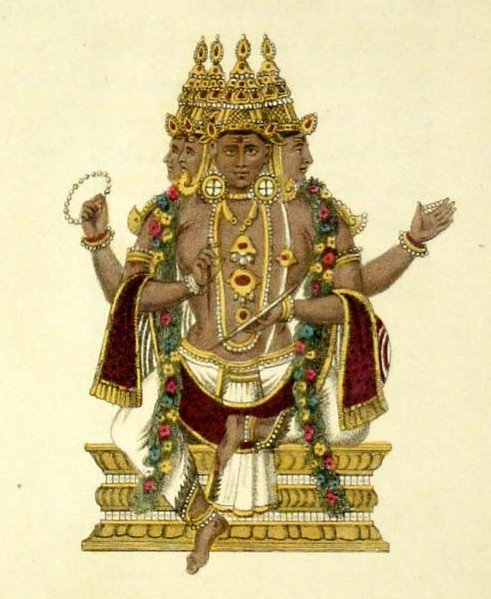
Zobrazení indického Boha Brahmy

Brahmá (v písmu dévanágarí: ब्रह्मा Brahmá) je hinduistický déva (bůh), kterému v konceptu Trimúrti (ústřední božské trojice, kam patří též Šiva a Višnu) náleží úloha stvořitele vesmíru. Neměl by být zaměňován s brahman (i brahma), což je abstraktní prvek božství – zcela nepopsatelný základ všeho. Podle některých názorů postupem času došlo ke konkretizaci tohoto zcela abstraktního principu a tak vznikl zcela konkrétní bůh Brahmá.
Brahmá je demiurg a rodí se z květu lotosu vyrůstajícího z pupku spícího Višnua.[zdroj?] Když je vesmír stvořen, probouzí se Višnu a bere jej do své péče. Toto se opakuje v kosmických cyklech. Doba trvání určitého světa od jeho stvoření do jeho zániku je jeden Brahmův den (kalpa). Stejně dlouhá je jeho noc, tj. období klidu, kdy Brahmá po předchozím tvoření odpočívá. 
V manvantaře (věku Manua) je 71 cyklů jugy a v kalpě (dni Brahmy) je 1000 cyklů jugy. Brahmův den se tedy dělí na tisíc velkých věků (mahájuga), z nichž každý má 4 320 000 lidských roků.

## Rozdělení času
Kalpa se skládá z tisíce cyklů, mahájug, z nichž každý obsahuje čtyři věky, jugy, jejichž trvání odpovídá sestupné řadě 4,3,2,1:
- satja juga (či Krtajuga) – 1 728 000 let (zlatý věk)
  - Podobá se antickému zlatému věku nebo křesťanskému ráji. Božský řád (dharma) tehdy stál pevně na čtyřech nohách. Převládaly čtyři ctnosti: pravdivost, laskavost, uctívání a soucit. Příslušníci kast přesně plnili své povinnosti, uctívali jediného boha, užívali jedné mantry a měli jeden véd. Plody země se získávaly pouhým přáním, proto se neprodávalo ani nenakupovalo a lidé byli spokojeni. Neznali nemoce, zášť, nenávist, pýchu, krutost, strach, žárlivost ani hněv.
- tréta juga – 1 296 000 let (stříbrný věk)
  - Dharma již stála jen na třech nohách a dosavadní ctnosti se o čtvrtinu zkrátily. Lidé začali konat oběti proto, aby se jim splnila určitá přání, a vzývali více bohů.
- dvápara juga – 864 000 let (bronzový věk)
  - V tomto věku dále pokračoval úpadek a dharma stála jen na dvou nohách. Vzmohla se faleš, zloba a nespokojenost. V důsledku toho se rozšířily nemoci a ostatní zla.
- kali juga – 432 000 let (železný věk)
  - Je to dnešní věk, čtvrtý, ze všech nejhorší. Dharma v tomto věku je jednonohá a bezmocně leží. Z původních ctností zbyla jen čtvrtina, a i ta je rychle zatlačována vzrůstajícími nectnostmi. Bídu kalijugy drasticky popisuje Bhágavatapurána: „V tomto věku je většina lidí šúdry nebo otroky. Lidé jsou nástrojem žádosti a pokušení. Jsou zkažení, nelaskaví, hádaví, nešťastní a jako žebráci. V lidech je především faleš, lenost, zlo, hloupost, nenávist, strach a slabost. Nad lidmi je temnota, a proto cení vysoko to, co je nízké a špatné. Jsou stíháni neštěstím. Jedí hltavě. Muži jsou vedeni ženami. Ženy jsou pak smyslné a bez studu a rodí příliš mnoho dětí. Jedí mnoho, mluví mnoho a jejich řeč je nepříjemná. Města jsou plná zlodějů a zkažených lidí. Nízcí obchodníci vládnou trhu. Z králů jsou násilníci, kteří vysávají krev svých poddaných. Hospodáři zanedbávají své povinnosti a žebrají po ulicích. Bráhmani upadají na úroveň šúdrů. Sucha a záplavy ničí úrodu a války s hladem vylidňují zemi.
Podmínky se tak zhorší, že moudří budou prosit, aby přišel ničitel Kalkí (poslední avatár Višnua).
Zánik světa je v puránách popisován různě. V jedné verzi se Višnu objeví jako Kalkí, ozbrojený válečník jedoucí na bílém okřídleném koni, ozdobený šperky, mávající nad hlavou mečem zničení a v druhé třímající disk. Pravá přední noha koně je zvednuta, a až dopadne na zem, želva, která podpírá mystickou kobru, hada Šéšu, na jehož hlavě spočívá svět, se propadne do hloubky a tak se zbaví zátěže. Tak budou zničeni všichni zkažení obyvatelé světa.“
V Bhagávatapuráně čteme: „Věk zničení bude tak hrozný, že v té době mraky nespadnou na zem jako kapky deště po dobu sta let. Lidé přijdou o všechnu potravu a sužováni hladem se začnou navzájem pojídat. Tak dospějí k nejhorší zkáze.“
Jinde je zánik vesmíru líčen ještě podrobněji: po suchu, trvajícím mnoho let, se objeví na obloze sedm palčivých sluncí, jež vypijí všechnu vodu. Pak se přes zemi přežene vítr nesoucí oheň, který všechno spálí, všechno v okamžiku zničí a sežehne celý svět. Potom se objeví na obloze mnoho zářivých mraků, vypadajících jako stádo slonů a pokrytých věncem blesků. Najednou se protrhnou a déšť bude padat nepřetržitě po dvanáct let, až bude celý svět i s horami pokryt vodou. Mraky zmizí. Poté sám sebou stvořený bůh, prvotní příčina všeho, pohltí větry a usne. Svět se opět změní v jedinou strašnou spoustu vody bez jediné známky života. Nastane Brahmova noc, období naprostého klidu, kdy vše čeká na dobu Brahmova procitnutí, dobu nového tvoření.

### Časové vymezení věčnosti
Trvání světů je omezené časem. Proto světy vznikají a zanikají. Také Brahmův svět (brahmalóka) má tato omezení, i když jeho existence (den) je vymezena pojmem tisíce jug. Když tedy čtyři velké jugy (mahájuga) tisíckrát existovaly, uplynul jeden den Brahmy a když se to samé opakuje, uplynula jedna noc Brahmy. Abychom si nějakým způsobem objasnili trvání těchto časových období, nalezneme v Surjasiddhantópanišad následující vysvětlení:
| Počet let         | Název období              |
| ----------------- | ------------------------- |
| 432 000 let       | 1 kalijuga                |
| 864 000 let       | 1 dváparajuga             |
| 1 296 000 let     | 1 trétajuga               |
| 1 728 000 let     | 1 krtajuga                |
| 4 320 000 let     | 1 mahájuga                |
| 308 448 000 let   | 1 manvantara (71 mahájug) |
| 4 320 000 000 let | 1 kalpa (14 manvantar)    |
| 8 640 000 000 let | 24 hodin Brahmy (2 kalpy) |

Na začátku evoluce – mahákalpa – první den a noc Brahmy (8 640 000 000 let)– přichází kosmické vyjasnění a stvoření světa. Toto je věčný evoluční proces v makrokosmu. V tomto věčném koloběhu není nic ztraceno navždy. Proto je možné, že velcí zřeci upanišad považují nejvyššího transcendentálního purušu za nejvýše dosažitelný cíl života, protože je mimo kosmický den a noc. I když svět a tělo jsou zničeny, brahmá není zničeno nikdy. Světy přicházejí a odcházeji, ale brahmá, zdroj všeho, zůstává neměnné. Purány uvádějí, že nyní probíhá 51. rok Brahmy. Sídlem Brahmy je Brahmalóka (lóka – svět, přeneseně planeta, dimenze), jeden z tzv. nebeských světů – hiranjagarbha.

## Zobrazení
Brahmá bývá nejčastěji zobrazován se čtyřmi hlavami, čtyřmi obličeji a čtyřma rukama. Každá z hlav recituje jednu z Véd. V žádné ze svých rukou (většinou, viz dále) nedrží zbraň, což je jinak pro hinduistické bohy typické. V první ruce drží žezlo, které tvarem připomíná lžíci, což poukazuje na to, že je bohem oběti a touto lžící lije obětované máslo (ghí) do ohně. V další ruce drží nádobu na vodu, která odkazuje na prvotní živel. V třetí ruce drží růženec, kterým určuje čas vesmíru (někdy bývá růženec nahrazen lukem). V poslední ruce nejčastěji drží Védy a někdy také lotosový květ.

Jindy je zobrazován jako červený vousatý muž se čtyřmi tvářemi. Má osm rukou, v nichž drží čtyři védy, žezlo, džbán s vodou z Gangy, obětní lžíci, někdy také šňůru perel, luk a lotosový květ. Jeho jízdním zvířetem je labuť.

Brahmá neměl původně čtyři tváře, nýbrž pět. Matsjapurána vysvětluje jejich původ takto: „Když Brahmá stvořil své syny, nebyl ještě se svou tvorbou spokojen. Přemýšlel jak to zařídit, aby si své tvůrčí dílo ulehčil. I počal pronášet posvátnou slabiku, až z poloviny jeho těla vystoupila bohyně Gájatrí, která je známa pod různými jmény jako Šatarúpá (stotvará), Sávitrí, Sarasvatí, Bráhmaní atd. Brahmá ji omylem považoval za svou dceru. To mu však nebránilo, aby k ní při pohledu na její neobyčejnou krásu nevzplanul láskou. Jeho synové, kteří považovali Sávitrí za svou sestru, byli otcovým postojem pohoršeni. Ale on jí byl tak uchvácen, že o nic nedbal. Sávitrí Brahmu uctivě pozdravila a jala se ho obcházet. Brahmá na ni upřel pohled a nemohl jej od ní odtrhnout. Protože se před syny styděl otáčet hlavu, aby Sávitrí sledoval v chůzi, stvořil si čtyři tváře, které směřovaly do čtyř světových stran, aby ji mohl bez ustání pozorovat. Když Sávitrí viděla Brahmův stav, vydala se s bratry do nebe. A tu si Brahmá nasadil na čtyři hlavy pátou, s dlouhými spletenými vlasy. Tak nabyl Brahmá pěti hlav.“

Šiva se však postaral o to, aby je všechny neměl dlouho. Jednou se Brahmá dopustil se svou dcerou incestu, a tu mu Šiva pátou hlavu srazil. Podle jiné verze ji odštípl nehtem za to, že se Brahmá nad něj povyšoval, a jindy zase, že vyslovil drzé přání, aby se Šiva narodil jako jeho syn.

## Vztahy s ostatními božstvy
Brahmá se u šivaistů netěší velké úctě. Ani višnuisté mu nepřikládají příliš velkou důležitost a přímých uctívačů Brahmy je mizivě málo. V celé Indii je mu zasvěceno sotva půl tuctu chrámů. V puránách jsou na několika místech zmínky proč je tomu tak:
Ve višnuistické Brahmavaivartapuráně vypráví Kršna Rádze: „Když se jednou Brahmá vracel domů, spatřila jej nymfa Móhiní, jež trhala v lese květy, a vzplanula k němu plamenem vášně. Vrhla naň snivý pohled, usmála se a přikryla si tvář cípem roucha. Byla věčně mladá; měla plná bedra, hýždě i prsa a její tvář byla krásná jako podzimní úplněk. Byla oblečena do nádherného jemného sárí. Zdálo se, že pouhým pohledem snadno podmaní všechny tři světy. Když Móhiní, kráčející ladně jako slon po zahradní pěšině, spatřila Brahmu, který se vrací domů, byla jím tak okouzlena, že omdlela. Avšak srdce Brahmy, který zkrotil všechny vášně a spočíval v sobě samém, se při pohledu na ni vůbec nevzrušilo. Minul ji, ponořen do rozjímání o Harim (Višnu). Vášnivá Móhiní byla téměř bez sebe. Ať spala či bděla, stále myslela na Brahmu se čtyřmi tvářemi, nejedla, nespala, zapomněla na všechny milence, chodila bez cíle sem a tam a zmítala se jako rýže, vařící se v hrnci nad ohněm. Tu jí poradila přítelkyně, nejslavnější nebeská nevěstka Rambha, aby si naklonila boha lásky Kámu a požádala ho, aby jí pomohl ukojit její vášeň. Dlouho Móhiní vzývala Kámu, až se jí zjevil a zavedl ji do Brahmova nebe, kde ladným tancem a hudbou okouzlila Brahmu a svedla ho. Avšak Brahmá brzy vystřízlivěl, vzpomněl si na Hariho, Móhiní odměnil a poslal pryč.

Marně se ho Móhiní snažila pohnout k milování, chytla ho za ruce a za oděv. Brahmá se ji pokoušel přivést k rozumu: ,Ve třech světech se nesluší, aby žena byla nestoudná. Ó matko, jsem tvůj starý syn, který se zbavil vášní. Nech mne a najdi si k tomu účelu veselého mladíka.'

Avšak Móhiní ho neposlouchala a posadila se po jeho boku. Tu přišel zástup světců, kteří se tomu divili. Brahmá jim řekl: ,Nymfa je vyčerpána zpěvem a tancem. Proto si jako má dcera sedla vedle svého otce.' Světci však znali pravdu a dali se do smíchu. Móhiní byla z toho vzteky bez sebe: ,Zesměšnil jsi mě, když jsem u tebe hledala útočiště. Proto poznáš účinek mé kletby. Každý, kdo od tebe přijme amulet, mantru či hymnus, bude na každém kroku narážet na překážky a bude zesměšňován. Proto budeš vyloučen z uctívání, jehož se každoročně dostává všem bohům.'

Když se Brahmá, poděšený touto kletbou, uchýlil k Višnuovi, vytkl mu Višnu:
,Ač jsi znalý védu, dopustil ses zločinu, jehož by se nedopustil ani vrah. Ženy jsou prsty přírody a představují drahokamy světa. Brahmův svět je pole radovánek. Proč jsi zkrotil své vášně? Vzplane-li žena náhodou vášní k muži, přijde-li za ním a touží po jeho společnosti, nemá muž, byť bez vášně, odepřít její výzvu. Odmrští-li ji, bude na tomto světě různě postižen a na onom světě přijde do pekla… Muže neposkvrní styk se ženou, která dobrovolně vyhledala jeho společnost, ať se jedná o nevěstku, či o ženu z domácnosti.' Potom mu uložil, aby za pokání strávil deset dní ve sféře hříšníků. Vzápětí se dal u Višnua ohlásit jiný Brahmá s desíti tvářemi, jehož vesmír byl desetkrát větší než svět stvořený Brahmou se čtyřmi tvářemi. Když vstoupil, vykázal mu Višnu sedadlo vyšší než Brahmovi se čtyřmi tvářemi. Potom přišel stonásobný Brahmá, jemuž se dostalo přednějšího místa než desetinásobnému. Nakonec přišel Višnua velebit tisícinásobný Brahmá a byl posazen nejvýše.

Tak poznal Brahmá, který se pokládal za rovna Višnuovi, že je v božské hierarchii tuze malým pánem a pýcha ho opustila.“
Tento mýtus je jasným dokladem protiasketických tendencí višnuismu, které byly v kršnovském kultu ještě vystupňovány.) Podle některých názorů je to způsobeno tím, že jako bůh stvořitel světa je příliš odtažitý od prostých lidí. Většina se přiklání k Šivovi a Višnuovi, které jejich příznivci považují za nejvyšší bohy. Jeho dcerou a zároveň manželkou je bohyně Sarasvatí, která je patronkou učenosti, literatury a umění. Jedním z jeho synů je Manu, který byl prvním člověkem.